# Bösdorf (Holstein)
Bösdorf település Németországban, Schleswig-Holstein tartományban. Lakosainak száma 1350 fő (2023. december 31.).

## Népesség
A település népességének változása:
| Lakosok száma | 1318 | 1313 | 1347 | 1312 | 1342 | 1334 | 1350 |
|               | 1975 | 2014 | 2017 | 2019 | 2021 | 2022 | 2023 |